# Molophilus gracillimus
Molophilus gracillimus là một loài ruồi trong họ Limoniidae. Chúng phân bố ở miền Australasia.